# Joaquín Tejedor
Pour les articles homonymes, voir Tejedor.
Joaquín Tejedor Tresseras, né le 9 mars 1929 à Barcelone (Catalogne, Espagne) et mort le 23 septembre 2016 dans la même ville, est un footballeur espagnol qui jouait au poste de défenseur.

## Carrière
Originaire du quartier barcelonais de la Sagrera, Joaquín Tejedor commence sa carrière de footballeur avec l'UE Sant Andreu où il passe trois saisons en troisième division. Il se fait remarquer lors de la saison 1949-1950 au cours de laquelle le club obtient la promotion en deuxième division.
En 1950, il rejoint le FC Barcelone, où il n'a guère l'opportunité de briller. En deux saisons à Barcelone, il ne joue que cinq matchs de championnat et marque deux buts. Avec le Barça, il remporte tout de même cinq titres, même s'il joue très peu : le championnat d'Espagne, deux Coupes d'Espagne, la Coupe Eva Duarte et la Coupe latine. Malgré le peu de temps de jeu dont il dispose, le Real Madrid s'intéresse à lui, mais il est finalement recruté par le RCD Espanyol, où il reste pendant trois saisons (1952-1955), au cours desquelles il joue quinze matchs de championnat et marque un but. 
Sa meilleure saison est celle de 1955-1956 avec le Cadix CF en deuxième division : il joue 23 matchs et marque 2 buts. Au terme de la saison, des problèmes familiaux l'obligent à revenir à Barcelone et à mettre un terme à sa carrière de footballeur.

### Hommage
Le 3 novembre 2014, le FC Barcelone rend hommage aux joueurs encore en vie du légendaire Barça des Cinq Coupes (saison 1951-1952). Joaquín Tejedor reçoit cet hommage aux côtés de ses anciens coéquipiers José Duró, Jaime Peiró, Miguel Ferrer et Gustavo Biosca.

## Palmarès
Avec le FC Barcelone :
- Championnat d'Espagne en 1952
- Vainqueur de la Coupe d'Espagne en 1951 et 1952
- Vainqueur de la Coupe Latine en 1952
- Vainqueur de la Coupe Eva Duarte en 1952